# Sadamisaki (półwysep)
Półwysep Sadamisaki (jap. 佐田岬半島 Sadamisaki-hantō) – najdalej wysunięta na zachód część wyspy Sikoku i jednocześnie najwęższy półwysep w Japonii. Administracyjnie należy do miasta Ikata. Na jego obszarze znajduje się elektrownia jądrowa Ikata. Znany również jako półwysep Misaki (jap. 三崎半島 Misaki-hantō).

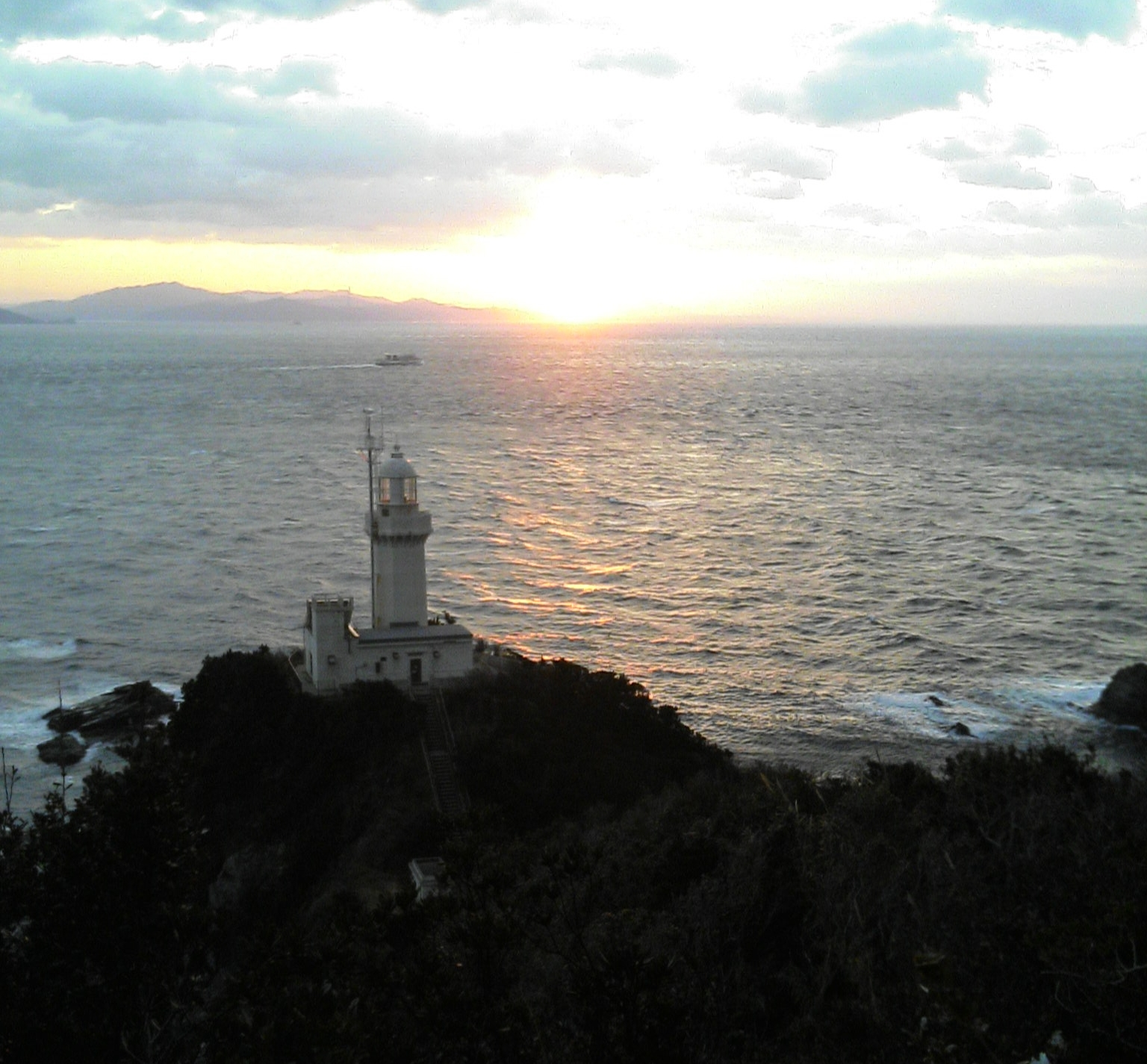
Latarnia Sadamisaki na krańcu półwyspu

Półwysep graniczy z Morzem Wewnętrznym od północy, morzem Uwa od południa i cieśniną Hōyo od zachodu. Oddziela ona Sikoku od wyspy Kiusiu.
Półwysep Sadamisaki jest popularnym miejscem do zwiedzania, szczególnie wiosną, kiedy rozkwita sakura.

## Transport
Obszar półwyspu jest bardzo górzysty. Do czasu zakończenia budowy drogi krajowej nr 197 przemierzanie półwyspu samochodem było skomplikowane. 
Na półwysep można dostać się promem z Beppu oraz Ōita.
Sadamisaki ciągnie się na długości ok. 40 km, rozpoczynając się w okolicy portu Yawatahama.